# シャムスル・マイディン
シャムスル・マイディン（Shamsul Maidin, 1966年4月16日 - ）はシンガポール出身の元サッカー審判員。

## 概要
1996年にFIFAのライセンスを取得、2007年まで国際審判員として活動していた。第二言語として英語を使用できる。2006年のFIFAワールドカップにおいて上川徹とともにAFCからワールドカップ審判団に選ばれ、2試合で主審を務めた。現在はシンガポールサッカー協会の審判委員長を務めている他、FIFAレフェリーインストラクターやAFCエリートレフェリー査定委員会の委員も務めている。
AFCアジアカップでは、1996、2000、2004年大会と三大会に渡って審判を務めた。また、アフリカネイションズカップ2006では唯一の非アフリカ人審判として2試合で主審を務めている。

## 担当した主な国際大会

### 2006 FIFAワールドカップ
2006 FIFAワールドカップでは2試合を担当した。
- グループA: コスタリカ代表 vs ポーランド代表
- グループB: トリニダード・トバゴ代表 vs スウェーデン代表